# Benas Veikalas
Benas Veikalas (* 24. September 1983 in Joniškis) ist ein litauischer Basketballspieler. Der 1,92 Meter große Shooting Guard spielte von 2011 bis 2015 für die Telekom Baskets Bonn. Nach einer Saison in Italien bei Felice Scandone Avellino kehrte er zur Saison 2016/17 in die Basketball-Bundesliga zurück und läuft nun für die BG Göttingen auf.

## Karriere
Seine College-Zeit verbrachte Veikalas am Metro State College in Denver. Nach seinem Abschluss wechselte er zurück in seine Heimat und spielte zwei Jahre für Kedainiai Nevezis in der 1. Liga Litauens. 2009 erhielt er einen Vertrag in Tschechien und spielte bis 2011 für BK Prostějov. Mit seinem Team konnte er dort 2011 bis ins Finale um die nationale Meisterschaft vordringen. Dort musste sich Prostejov allerdings CEZ Nymburk geschlagen geben.
Zur Saison 2011/2012 unterschrieb Veikalas für zwei Jahre in Deutschland bei den Telekom Baskets Bonn. Zur Saison 2013/2014 verlängerte Veikalas für zwei weitere Jahre in Deutschland bei den Telekom Baskets Bonn. Im Sommer 2015 verließ Veikalas die Telekom Baskets, obwohl der Club ihm einen neuen Vertrag bis 2017 angeboten hatte.
Veikalas entschied sich anschließend für einen Wechsel nach Italien und unterschrieb einen Vertrag bis 2016 bei Felice Scandone Avellino.
Zur Saison 2016/2017 unterschrieb Veikalas für ein Jahr in Deutschland bei der BG Göttingen.